# Системи розрахунків за банківськими картками
Системи розрахунків за банківськими картками  — платіжна система, що об'єднує банкомати різних банків[джерело?]. 
Зазвичай банкомати банку, що випустив платіжну банківську картку, надають розширену функціональність, у той час як при роботі з банкоматами інших банків, об'єднаних системою розрахунку, надаються лише базові послуги: перегляд балансу та отримання готівки. 
Системи розрахунків бувають глобальні, які охоплюють більшість країн, і національні, діючі в рамках однієї країни.
До глобальних систем належать: 
- PLUS, VISA,
- Cirrus, Maestro.
- China UnionPay

До національних систем належать: 
- Cartes Bancaires або «С» — Франція,
- Quick та Bancjmat — Австрія,
- Multibanco — Португалія,
- Арменіан Кард — Вірменія,
- Белкарт — Білорусь,
- НСМЕП — Україна,
- Мір  — Росія,
- Золота Корона — Росія та інші країни СНД.